# Tour de France 2014/4. Etappe
Die 4. Etappe der Tour de France 2014 fand am 8. Juli 2014 statt und führte von Le Touquet-Paris-Plage über 163,5 km nach Villeneuve-d’Ascq. Im Verlauf der Etappe gab es einen Zwischensprint nach 92 km sowie zwei Bergwertungen der vierten Kategorie nach 34 km und 117,5 km. Damit zählte die Etappe als Flachetappe, es gingen 195 Fahrer an den Start.

## Rennverlauf
Aufgrund eines Sturzes konnte der Toursieger von 2010, Andy Schleck, nicht mehr antreten. Die Etappe verlief auf weitgehend flachem Terrain in der Anfangsphase analog den ersten drei Tagen: Direkt bei Kilometer null fuhren der Spanier Luis Ángel Maté (COF) und der Franzose Thomas Voeckler (EUC) aus dem Hauptfeld heraus und starteten einen Fluchtversuch. Beide konnten jedoch nie wirklich mehr als 3:30 min Vorsprung auf das Hauptfeld herausfahren. Den ersten der beiden zu vergebenden Bergpunkte sicherte sich Maté. Kurz vor dem Zwischensprint in Cassel hatte er einen technischen Defekt, konnte aber zusammen mit Voeckler, der auf ihn wartete, weiterfahren. Die Punktwertung gewann Voeckler, Maté ließ ihn gewähren. Im Peloton setzte sich kurz vor der Wertung Peter Sagan (CAN) ab und baute als Dritter im Zwischensprint seine Führung in der Punktewertung aus.
Anschließend zerfiel das Hauptfeld aufgrund einer Tempoverschärfung durch die Cannondale-Mannschaft in zwei Gruppen; zurück lagen unter anderem Michał Kwiatkowski (OPQ) und Joaquim Rodríguez (KAT). In der vorderen Gruppe wurde nun schneller gefahren, um einige Mannschaften möglicherweise aus dem Rennen um den Etappensieg drängen zu können. Daher schmolz der Vorsprung der zweiköpfigen Spitzengruppe stetig auf etwa 30 Sekunden ab. In dieser Situation hatte Luis Ángel Maté eine weitere Panne, musste anhalten und wurde vom Peloton eingeholt. Voeckler fuhr seitdem allein vorne weiter.
Nach 111 Kilometern hatte sich das Hauptfeld wieder zusammengeschlossen, unterdessen war es Voeckler gelungen, den Abstand wieder auf etwa eine Minute zu vergrößern. Er gewann auch die zweite Bergwertung des Tages. Angesichts des näher rückenden Ziels machten die Sprintermannschaften nun wieder stärker Tempo im Feld. Voeckler wurde 16 Kilometer vor dem Ziel eingeholt. Im Vorfeld des Zielsprints bestimmten die Teams Omega Pharma-Quick-Step (Mark Renshaw), Giant-Shimano (Marcel Kittel) und auch Katusha (Alexander Kristoff) das Tempo. Kristoff zog den Sprint als Erster an, wurde aber auf den letzten Metern von Kittel überspurtet, der seine dritte Touretappe dieses Jahr gewann. Dritter wurde Arnaud Démare (FDJ) vor Peter Sagan.

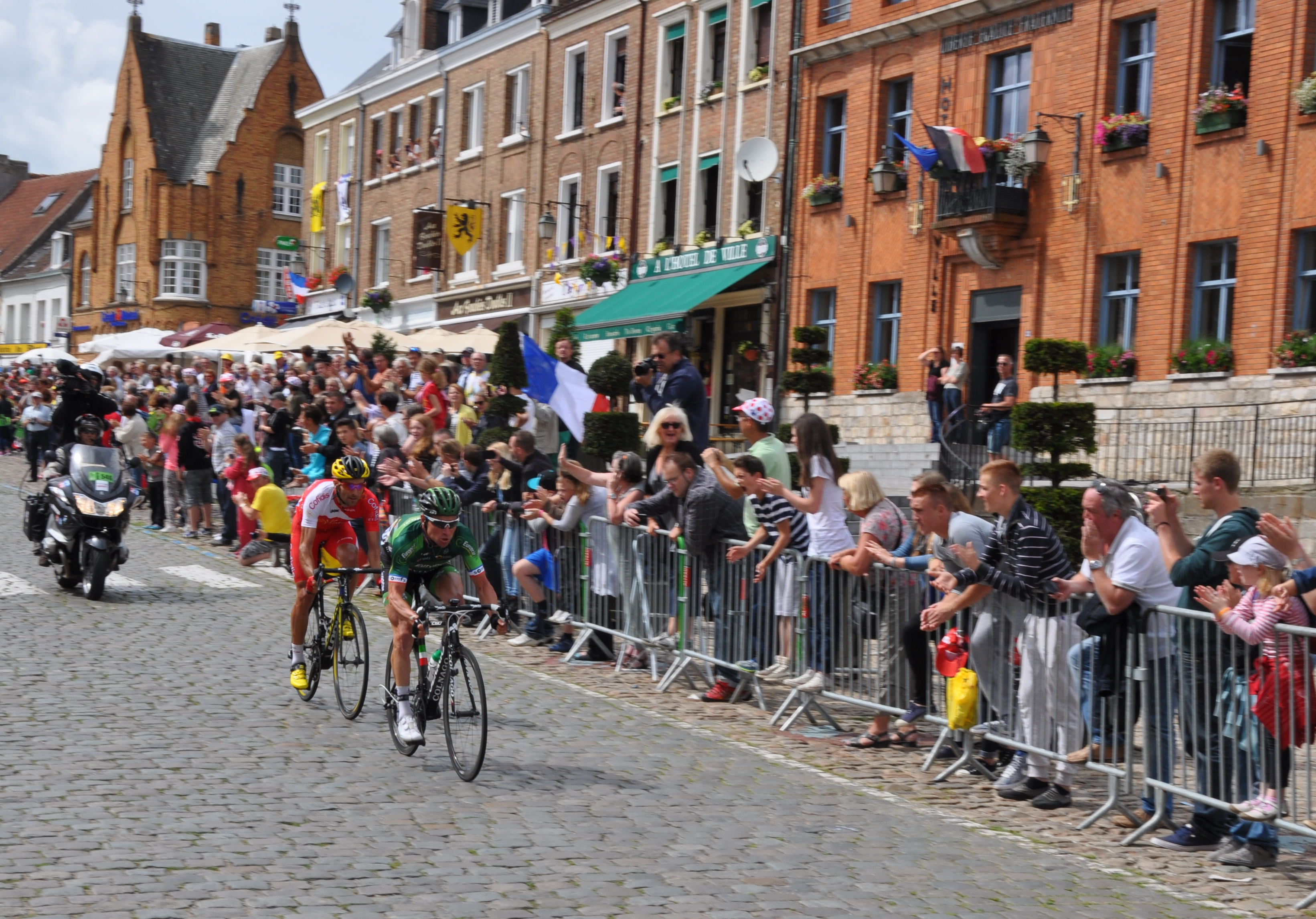
Voeckler und Maté in Cassel
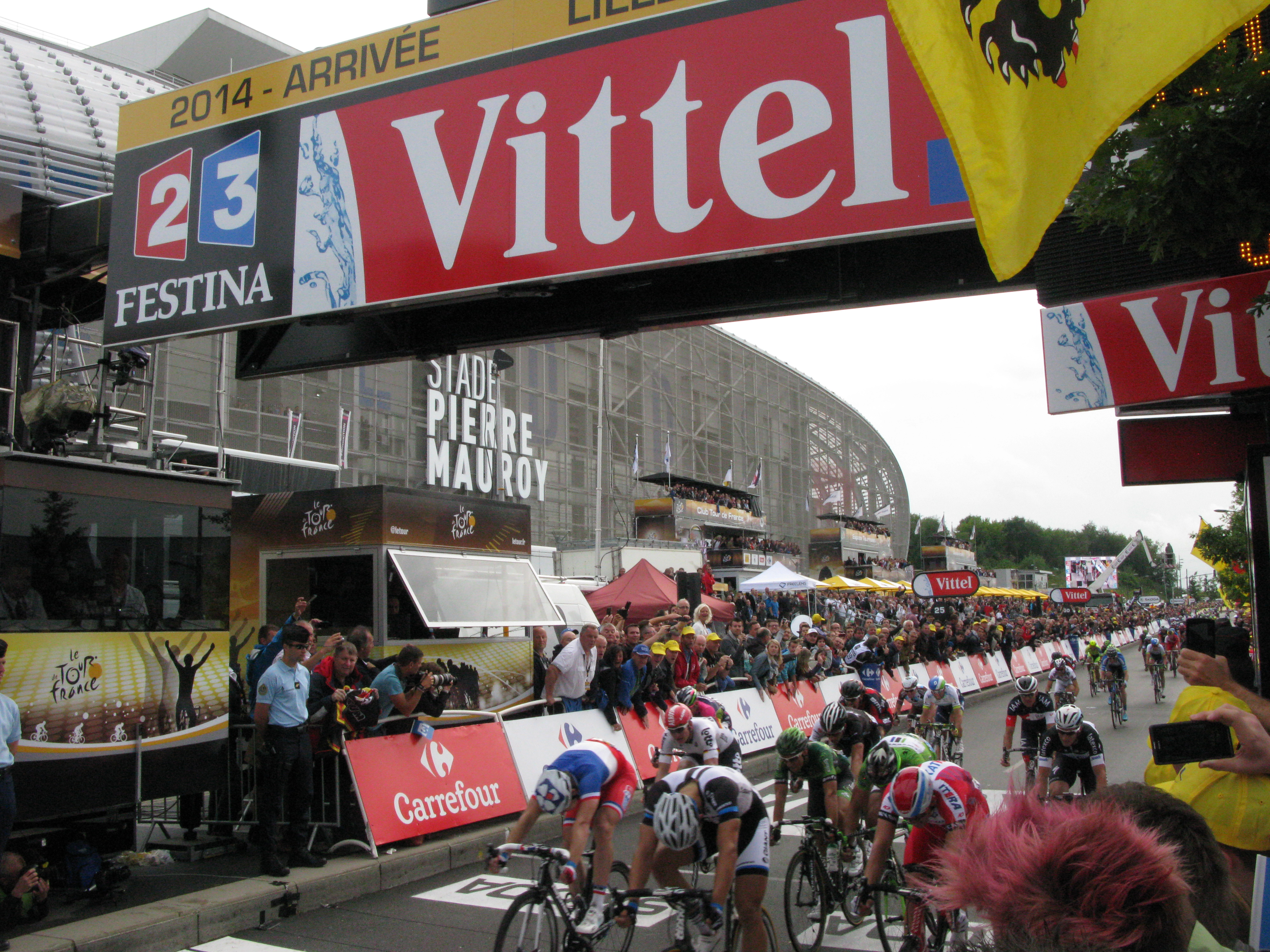
Kittel (Mitte) gewinnt vor Kristoff (rechts) und Démare (links).

## Aufgaben
- Andy Schleck (TFR): nicht zur Etappe angetreten
- Greg Henderson (LTB): Aufgabe während der Etappe

## Punktewertungen
| Zwischensprint in Cassel nach 92 km auf 152 m |                        |                             |         |
| 1.                                            | Frankreich             | Thomas Voeckler (EUC)       | 20 Pkt. |
| 2.                                            | Spanien                | Luis Ángel Maté (COF)       | 17 Pkt. |
| 3.                                            | Slowakei               | Peter Sagan (CAN)           | 15 Pkt. |
| 4.                                            | Italien                | Marco Marcato (CAN)         | 13 Pkt. |
| 5.                                            | Frankreich             | Bryan Coquard (EUC)         | 11 Pkt. |
| 6.                                            | Australien             | Adam Hansen (LTB)           | 10 Pkt. |
| 7.                                            | Belgien                | Jurgen Van Den Broeck (LTB) | 9 Pkt.  |
| 8.                                            | Deutschland            | Tony Martin (OPQ)           | 8 Pkt.  |
| 9.                                            | Italien                | Michele Scarponi (AST)      | 7 Pkt.  |
| 10.                                           | Polen                  | Rafał Majka (TCS)           | 6 Pkt.  |
| 11.                                           | Polen                  | Michał Kwiatkowski (OPQ)    | 5 Pkt.  |
| 12.                                           | Vereinigtes Konigreich | Geraint Thomas (SKY)        | 4 Pkt.  |
| 13.                                           | Spanien                | Alberto Contador (TCS)      | 3 Pkt.  |
| 14.                                           | Vereinigtes Konigreich | Chris Froome (SKY)          | 2 Pkt.  |
| 15.                                           | Italien                | Vincenzo Nibali (AST)       | 1 Pkt.  |

| Etappenziel in Villeneuve-d’Ascq nach 163,5 km auf 41 m |             |                          |         |
| 1.                                                      | Deutschland | Marcel Kittel (GIA)      | 45 Pkt. |
| 2.                                                      | Norwegen    | Alexander Kristoff (KAT) | 35 Pkt. |
| 3.                                                      | Frankreich  | Arnaud Démare (FDJ)      | 30 Pkt. |
| 4.                                                      | Slowakei    | Peter Sagan (CAN)        | 26 Pkt. |
| 5.                                                      | Frankreich  | Bryan Coquard (EUC)      | 22 Pkt. |
| 6.                                                      | Deutschland | André Greipel (LTB)      | 20 Pkt. |
| 7.                                                      | Australien  | Mark Renshaw (OPQ)       | 18 Pkt. |
| 8.                                                      | Niederlande | Danny van Poppel (TFR)   | 16 Pkt. |
| 9.                                                      | Italien     | Davide Cimolai (LAM)     | 14 Pkt. |
| 10.                                                     | Italien     | Daniel Oss (BMC)         | 12 Pkt. |
| 11.                                                     | Australien  | Heinrich Haussler (IAM)  | 10 Pkt. |
| 12.                                                     | Schweiz     | Michael Albasini (OGE)   | 8 Pkt.  |
| 13.                                                     | Frankreich  | Samuel Dumoulin (ALM)    | 6 Pkt.  |
| 14.                                                     | Frankreich  | Romain Feillu (BSE)      | 4 Pkt.  |
| 15.                                                     | Belgien     | Greg Van Avermaet (BMC)  | 2 Pkt.  |

## Bergwertung
| Bimont Kategorie 4 nach 34,0 km auf 159 m 1,0 km bei 6,5 % |         |                       |        |
| 1.                                                         | Spanien | Luis Ángel Maté (COF) | 1 Pkt. |

| Mont Noir Kategorie 4 nach 117,5 km auf 147 m 1,3 km bei 5,7 % |            |                       |        |
| 1.                                                             | Frankreich | Thomas Voeckler (EUC) | 1 Pkt. |